# CVSup
CVSup — пакет программного обеспечения для распространения и обновления исходных текстов с основного репозитория CVS на удалённом сервере.
Исходные тексты FreeBSD до 23 февраля 2013 года поддерживались в репозитории CVS на центральной машине разработки в Калифорнии. С помощью CVSup пользователи FreeBSD легко могли поддерживать собственные исходные тексты в актуальном состоянии.
CVSup может использовать пакет zlib для сжатия передаваемых данных.
CVSup написана на языке программирования Модула-3, её разрабатывает Джон Полстра (John Polstra).